# Kisielice (plaats)
Kisielice (Duits: Freystadt in Westpreußen) is een stad in het Poolse woiwodschap Ermland-Mazurië, gelegen in de powiat Iławski. De oppervlakte bedraagt 3,37 km², het inwonertal 2222 (2005).